# Hisao Jūran

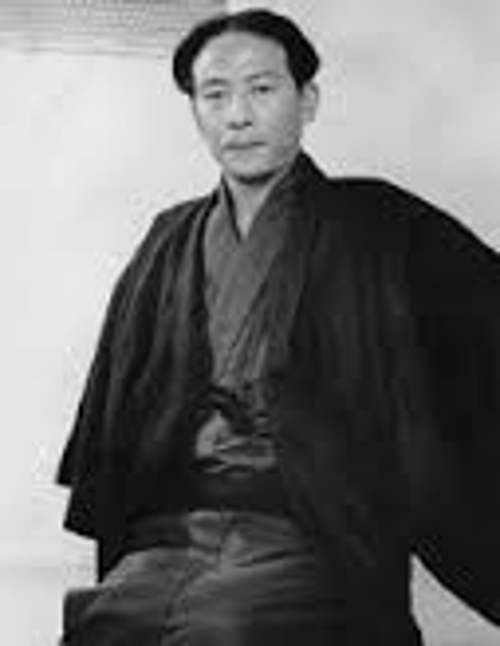
Hisao Jūran

Hisao Jūran (japanisch 久生 十蘭, eigentl. Abe Masao (阿部 正雄); * 6. April 1902 in Hakodate; † 6. Oktober 1957 in Kamakura) war ein japanischer Schriftsteller. 

## Leben und Wirken
Nach dem Besuch der Mittelschule wurde Hisao Journalist bei der Zeitung Mainichi Shimbun. Daneben schrieb er Gedichte und schloss sich der Bewegung in den 1920er Jahren „Modernes Theater“ an, vorangetrieben von Kishida Kunio und schrieb unter Anleitung von Kishida 1928 in Tokio sein erstes Theaterstück Karuta Asobi no Domino.. Später studierte er französische Dramatik bei Kashida Takashi, einem Schüler Jacques Copeaus, 
Von 1929 bis 1933 studierte Hisao in Paris Physik und war Schüler des Schauspielers und Regisseurs Charles Dullin. Nach seiner Rückkehr nach Japan war er Regisseur der Tsukiji-Theatergruppe. Er veröffentlichte außerdem Erzählungen, Romane und Kurzgeschichten. Mit Suzuki Mondo gewann er 1951 den Naoki-Preis und mit Boshizō (Die Mutter) 1955 den Short-Story-Wettbewerb der New York Herald Tribune. Als sein bedeutendstes Werk gilt der Roman Jūjigai (Querstraße).
Er verwendete außerdem die Pseudonyme Tanigawa Hayashi (谷川 早), 六戸部力 und 石田九万吉.

## Werke (Auswahl)
- Karuta Asobi no Domino (骨牌遊びドミノ), Drama, 1928
- Kinrō (金狼), Erzählung
- Bochi Tembōtei (墓地展望亭), Erzählung
- Suzuki Mondo (鈴木主水), Kurzgeschichte
- Boshizō (母子像), Kurzgeschichte
- Daikon (だいこん), Roman
- Jūjigai (十字街), Roman
- Usuyuki Shō (うすゆき抄), Roman
- Hadairo no Tsuki (肌色の月), Roman